# Baltofinski jezici
Baltofinski jezici, jezici Baltičkih Finaca kojima se služi skupina finskih naroda u bližem području Baltičkog mora, poglavito u Finskoj, Estoniji i u Rusiji (Karelija). Ovu skupinu jezika čine jezici istoimenih naroda (11): finski u Finskoj, 4.700.000 (1993); estonski u Estoniji, 953.032 (1989.); ingrijski, 302 (1989.), Kingisepp i Lomonosov; karelski, 118.000 (Johnstone 1993.), Karelija; livonski, 150 do 400 (V. Zeps 1986.), Latvija; ludijski, broj govornika nepoznat (Karelija); olonecki 80.000 (1992.). u Kareliji; vepsijski 2320 (1979.), vodski u području Kingiseppa, 25 (Valt 1979.); tornedalski, 60.000 do 80.000 u Švedskoj; kvenski, 5000 do 8000 (1998.) kojim govore Kveni u Norveškoj.

## Vanjske poveznice
- Ethnologue (14th)
- Ethnologue (14th)
- Subgrupo Baltofinés